# Jennifer Aspen
Jennifer Aspen (9 de octubre de 1973) es una actriz estadounidense, conocida por hacer el papel de mujer de Rodney Carrington en la comedia familiar de ABC Rodney (2004-2006). Ella también interpretó a Kendra Giardi en la primera temporada de la serie Glee. 

## Biografía
Jennifer Aspen nació en Richmond (Virginia), y reside en Los Ángeles. Asistió a la Escuela de teatro, cine y televisión de la UCLA, donde recibió un Bachelor of Arts en teatro. Se casó con su novio de toda la vida, David O'Donnell, en 2006. Practica la cienciología.

## Filmografía
- Scream Queens (2015) como Mandy Greenwell. (1 episodio, 2015)
- Glee (2009) Serie de televisión como Kendra.
- Larry the Cable Guy's Star-Studded Christmas Extravaganza (2008) (TV) como chica en la iglesia.
- Rodney como Trina Hamilton (44 episodios, 2004–2008).
- Eli Stone como Dr. Leila Maxford (1 episodio, 2008)
- Struck (2008)
- Mentes criminales como Laurie Ann Morris (1 episodio, 2008).
- Family Man (2008) (TV)
- Mr. Woodcock (2007) como Cindy, la corredora de fincas.
- The Closer como Valerie Henry (2 episodios, 2007).
- The Frolic (2007) como Leslie Munck.
- Boston Legal como Maureen Fleming (1 episodio, 2007).
- Shark como April George (1 episodio, 2007).
- Grey's Anatomy como Elena (1 episodio, 2006).
- Welcome to the Jungle Gym (2006) (TV)
- Guy in Row Five (2005) como Sarah.
- The Ranch (2004) (TV) como Shayna.
- L.A. Twister (2004) como Mindy.
- Come to Papa como Karen (4 episodios, 2004).
- Line of Fire como Jolene Fleming (1 episodio, 2003).
- The Lyon's Den como Tara Barrington (2 episodios, 2003).
- Karen Sisco como Angie (1 episodio, 2003).
- The Agency como Livia - Examiga de Lex (1 episodio, 2003).
- Friends como Michelle (1 episodio, 2003).
- CSI: Crime Scene Investigation como la señora Ramsey (1 episodio, 2002).
- The King of Queens como Samantha (1 episodio, 2002).
- The Court como Emily (2 episodios, 2002).
- Will & Grace como Sarah (1 episodio, 2002).
- Vanilla Sky (2001) como Nina.
- Bob Patterson como Janet (5 episodios, 2001).
- See Jane Run (2001)
- FreakyLinks como Vikki (1 episodio, 2000).
- Some Common Things That Happen to Corpses (2000) como Jennifer Oberon.
- Party of Five como Daphne Jablonsky (35 episodios, 1998–2000).
- House Rules como Terry (1 episodio, 1998).
- The Pretender como Anna Roemer (1 episodio, 1998).
- Venus on the Hard Drive (1998) Serie de televisión como Pam.
- Screwed: A Hollywood Bedtime Story (1998) como Susie Felton.
- Alright Already como Debbie (1 episodio, 1997).
- Changing Habits (1997) como Cliente de una tienda de arte.
- NYPD Blue como Candice (1 episodio, 1997).
- The Others (1997) como Vicky Myers.
- Claude's Crib (1997) Serie de televisión (episodios desconocidos).
- Chicago Hope como Tracey White (1 episodio, 1996).
- Living Single como Irene (1 episodio, 1996).
- Brotherly Love como Melanie Marcos (1 episodio, 1996).
- Sometimes They Come Back... Again (1996) (TV) como Maria Moore.
- A Very Brady Sequel (1996) .... Kathy Lawrence
- Weird Science como Sharon (2 episodios, 1995–1996).
- In the House como la señora Jones (1 episodio, 1996).
- Too Something (1 episodio)
- Step by Step como Pepper (1 episodio, 1995).
- Married with Children como Jamie (1 episodio, 1995)- Guess Who's Coming to Breakfast, Lunch and Dinner.
- Charlie Grace (1 episodio)
- Beverly Hills, 90210 como Chica que huye (1 episodio, 1995).
- Hope & Gloria como Alexis (1 episodio, 1995).